# Caseres
Caseres è un comune spagnolo di 320 abitanti situato nella comunità autonoma della Catalogna.